# Lituania ai Giochi della XXV Olimpiade
La Lituania partecipò ai Giochi della XXV Olimpiade, svoltisi a Barcellona, Spagna, dal 25 luglio al 9 agosto 1992, con una delegazione di 47 atleti impegnati in undici discipline.

## Medaglie
| Medaglia | Nome     | Sport         | Evento          |
| -------- | -------- | ------------- | --------------- |
| Bronzo   | Lituania | Pallacanestro | Torneo maschile |

## Risultati

### Pallacanestro
| Atleta | Classifica |
| --- | ---------- |
| V · D · M Nazionale lituana - Pallacanestro ai Giochi della XXV Olimpiade - Torneo maschile 4 Chomičius · 5 Pazdrazdis · 6 Visockas · 7 Dimavičius · 8 Brazdauskis · 9 Krapikas · 10 Kurtinaitis · 11 Sabonis · 12 Karnišovas · 13 Marčiulionis · 14 Einikis · 15 Jovaiša · All. Vladas Garastas | Bronzo     |
| Nazionale lituana - Pallacanestro ai Giochi della XXV Olimpiade - Torneo maschile |            |
| 4 Chomičius · 5 Pazdrazdis · 6 Visockas · 7 Dimavičius · 8 Brazdauskis · 9 Krapikas · 10 Kurtinaitis · 11 Sabonis · 12 Karnišovas · 13 Marčiulionis · 14 Einikis · 15 Jovaiša · All. Vladas Garastas                                                                                             |            |